# Crisis in Six Scenes
Crisis in Six Scenes ou Crise en six scènes au Québec, est une mini-série américaine en six épisodes de 23 minutes créée et écrite par Woody Allen et mise en ligne le 30 septembre 2016 sur Amazon Prime, incluant les pays francophones.

## Synopsis
La vie d'une famille bourgeoise dans les années soixante aux États-Unis bousculée par un invité.

## Distribution
- Elaine May (VF : Annie Balestra) : Kay Munsinger
- Woody Allen (VF : Jean-Luc Kayser) : Sidney Munsinger
- Miley Cyrus (VF : Camille Donda) : Lennie Dale
- John Magaro (VF : Antoine Schoumsky) : Alan Brockman (5 épisodes)
- Rachel Brosnahan (VF : Jennifer Fauveau) : Ellie (4 épisodes)
- Marylouise Burke (en) (VF : Marie-Martine) : Lucy (3 épisodes)

### Invités
- Douglas McGrath (VF : Yann Guillemot) : Doug (épisode 1)
- Kaili Vernoff (en) (VF : Laurence Bréheret) : Jane (épisode 1)
- Gad Elmaleh : Moe[3] (épisodes 5 et 6)
- Nina Arianda (VF : Sophie Riffont) : Lorna (épisode 5)
- Danny Mastrogiorgio (VF : Yann Guillemot) : Cop (épisode 5)
- Tom Kemp (VF : Philippe Crubézy) : Lou (épisode 6)

 Source et légende : version française (VF) sur RS Doublage et Doublage Séries Database

## Accueil
Télérama estime au sujet de la série de Woody Allen qu'elle ne serait qu'« un film de deux heures découpé en six épisodes […] loin de l'originalité de ses meilleurs films ».